# Équipe mondiale du XXe siècle
L'équipe mondiale du XXe siècle a été choisie en 1998. Elle comporte onze joueurs et est composée d'un gardien, quatre défenseurs, trois milieux de terrain et trois attaquants.
L'équipe, annoncée par le sponsor MasterCard le 10 juin 1998, en même temps que les cérémonies d'ouverture de la coupe du monde 1998 de la FIFA, a été élue à la suite d'un vote de 250 journalistes internationaux. Les footballeurs devaient être choisis parmi les joueurs désignés dans les équipes du XXe siècle de la CONMEBOL (Amérique du Sud) et de l'UEFA (Europe).
Des équipes du XXe siècle ont également été constituées par des joueurs des nations de la CONCACAF (Amérique centrale et du Nord), de la CAF (Afrique), et mélangées par des joueurs issus de l'AFC (Asie) et de l'OFC (Océanie).
Ces équipes ont été choisies par des jurys de journalistes situés respectivement en Amérique du Nord et Amérique centrale, en Afrique, en Asie et en Océanie, et ont été annoncées à côté des équipes européennes et sud-américaines. Mais leurs joueurs n'ont pas été conservés lors de la constitution de l'équipe mondiale.

## Composition
| Position       | Joueur                | Pays                                 | Dates                                         | Clubs | Rang World Soccer | Distinctions                                                                            |
| -------------- | --------------------- | ------------------------------------ | --------------------------------------------- | --- | ----------------- | --------------------------------------------------------------------------------------- |
| Gardien de but | Lev Yachine           | URSS (1954-1970)                     | 22 octobre 1929 - 21 mars 1990                | Dynamo Moscou (1949-1971) | 11                | Ballon d'or (1963) Joueur en or de l'UEFA                                               |
| Défenseur      | Carlos Alberto Torres | Brésil (1964-1977)                   | 17 juillet 1944 - 25 octobre 2016             | Fluminese (1963-1966, 1974-1977) Santos FC (1966-1974) Flamengo (1977)                                                                                             | Non classé        | FIFA 100                                                                                |
| Défenseur      | Franz Beckenbauer     | Allemagne (1965-1977)                | 11 septembre 1945 - 7 janvier 2024            | Bayern Munich (1965-1977) | 4                 | Ballon d'or (1972, 1976) FIFA 100                                                       |
| Défenseur      | Bobby Moore           | Angleterre (1962-1973)               | 12 avril 1941 - 24 février 1993               | West Ham United (1958-1974) | 14                | Joueur en or de l'UEFA Joueur de l'année FWA du Championnat d'Angleterre en 1964        |
| Défenseur      | Nílton Santos         | Brésil (1949-1963)                   | 16 mai 1925 - 27 novembre 2013                | Botafogo (1949-1965) | Non classé        | FIFA 100                                                                                |
| Milieu         | Johan Cruyff          | Pays-Bas (1966-1978)                 | 25 avril 1947 - 24 mars 2016                  | Ajax Amsterdam (1964-1973, 1981-1983) FC Barcelone (1973-1978) | 3                 | Joueur en or de l'UEFA Ballon d'or (1971, 1973, 1974) FIFA 100                          |
| Milieu         | Alfredo Di Stéfano    | Argentine (1947) Espagne (1957-1961) | 4 juillet 1926 - 7 juillet 2014               | River Plate (1943-1945, 1947-1949) Huracán (1946-1947) Millonarios (1949-1953) Real Madrid (1953-1964)                                                             | 6                 | Joueur en or de l'UEFA Ballon d'or (1957, 1959) FIFA 100                                |
| Milieu         | Michel Platini        | France (1976-1987)                   | 21 juin 1955                                  | AS Nancy-Lorraine (1972-1979) AS Saint-Étienne (1979-1982) Juventus (1982-1987)                                                                                    | 5                 | Ballon d'or (1983, 1984, 1985), FIFA 100                                                |
| Attaquant      | Garrincha             | Brésil (1955-1966)                   | 28 octobre 1933 - 20 janvier 1983             | Botafogo (1953-1965) Corinthians (1966) | 20                | Meilleur buteur de la Coupe du monde en 1962                                            |
| Attaquant      | Diego Maradona        | Argentine (1977-1994)                | 30 octobre 1960 - 25 novembre 2020            | Argentinos Juniors (1976-1981) Boca Juniors (1981-1982, 1995-1997) FC Barcelone (1982-1984) SSC Naples (1984-1991) Sevilla FC (1992-1993) Newell's Old Boys (1993) | 2                 | Meilleur joueur sud-américain de l'année (1979, 1980) FIFA 100                          |
| Attaquant      | Pelé                  | Brésil (1956-1971)                   | 23 octobre 1940 - 29 décembre 2022 (à 82 ans) | Santos FC (1956-1974) | 1                 | Meilleur joueur sud-américain de l'année (1973) Ballon d'Or honorifique (2014) FIFA 100 |